# The Assessment
The Assessment ist ein Science-Fiction-Film und das Spielfilmdebüt von Fleur Fortuné. Die Premiere der Koproduktion von Deutschland, den USA und dem Vereinigten Königreich mit Alicia Vikander, Elizabeth Olsen und Himesh Patel in den Hauptrollen erfolgte im September 2024 beim Toronto International Film Festival. Im März 2025 kam der Film in die US-amerikanischen und Anfang April 2025 in die deutschen Kinos. Der Film spielt in einer dystopischen Welt, in der man sich seinen Kinderwunsch nur nach intimster Befragung erfüllen kann.

## Handlung
In einer vom Klimawandel verwüsteten Welt sind große Gebiete der Erde unbewohnbar geworden. Ein Teil der Überlebenden hat daraufhin eine Parallelwelt erschaffen, in der die Gesellschaft das Leben streng kontrolliert und optimiert. Jeder Aspekt des Lebens wird überwacht, einschließlich der Bewertung der Eignung als Eltern.
Ein erfolgreiches Paar wird sieben Tage lang von einem Gutachter geprüft, um festzustellen, ob sie als Eltern geeignet sind. Mia und Aaryan sind wegen ihrer Bewerbung als Eltern nervös, aber sie haben alles, was sie brauchen. Sie leben in einem ruhigen, abgeschiedenen Haus, in dem Aaryan ein Studio hat, wo er virtuelle Haustiere designt, nachdem die echten Vorbilder auf staatlichen Befehl hin ausgerottet wurden, während Mia im Rahmen ihrer Arbeit als Botanikerin ein Gewächshaus unterhält und nachhaltige Lebensmittel produziert.
Den beiden wird eine Gutachterin namens Virginia zugeteilt, die ihnen aufdringliche und unangenehme Fragen zu allem stellt, von ihrer ersten Begegnung bis hin zu der Frage, wie oft sie Sex haben. Aber das ist erst der Anfang, denn Virginia unterzieht Mia und Aaryan Simulationen der möglichen Schreckensszenarien, die Kinder ihren Eltern bereiten können. Während die Tests zunehmend konfuser und verwirrender werden, scheinen die richtigen Antworten weniger offensichtlich. Die Prüfung für ihr Anrecht auf ein Kind entwickelt sich für sie mehr und mehr zu einem Albtraum.

## Produktion

### Filmstab
Regie führte Fleur Fortuné. Es handelt sich bei The Assessment um ihr Spielfilmdebüt. In der Vergangenheit arbeitete sie zusammen mit dem Musikvideoproduzenten Manu Cossu unter dem Namen Fleur & Manu für eine Reihe von Kurzfilme und Musikvideos. Fortuné drehte auch Werbeclips, unter anderem für Armani und Chanel. Das Drehbuch schrieben Dave Thomas und John Donnelly. Der griechische Filmeditor Yorgos Lamprinos war in der Vergangenheit für mehrere Filme von Xavier Legrand und Florian Zeller tätig.

### Besetzung und Synchronisation
Die US-Amerikanerin Elizabeth Olsen und der Brite Himesh Patel spielen Mia und Aaryan, die sich dem Test unterziehen, ob sie als Eltern geeignet wären. Die Schwedin Alicia Vikander spielt die Gutachterin Virginia, die ihnen zugeteilt wird. Die Britinnen Minnie Driver und Indira Varma spielen zwei Gäste einer Dinner-Party, die Virginia für einen Test gibt.
Die deutsche Synchronisation entstand nach einem Dialogbuch und der Dialogregie von Klaus Hüttmann im Auftrag der Think Global Media GmbH in Berlin.
| Darsteller        | Synchronsprecher         | Rolle            |
| ----------------- | ------------------------ | ---------------- |
| Elizabeth Olsen   | Shandra Schadt           | Mia              |
| Alicia Vikander   | Yvonne Greitzke          | Virginia / Grace |
| Himesh Patel      | Nicolás Artajo           | Aaryan           |
| Minnie Driver     | Christin Marquitan       | Evie             |
| Charlotte Ritchie | Nicole Hannak            | Serena           |
| Nicholas Pinnock  | Charles Rettinghaus      | Walter           |
| Indira Varma      | Claudia Urbschat-Mingues | Sjohus / Ambika  |
| Leah Harvey       | Lea Kalbhenn             | Holly            |

### Szenenbild und Kostüme
Das Szenenbild entwarf Jan Houllevigue. Er schuf keine Wohnumgebung in sterilen Blaugrautönen, wie sie archetypisch für dystopische Welten sind, sondern ein Haus mit Buntglasfenstern im Stil von Piet Mondrian und einer Sitzecke im Stil der 1970er Jahre. Kostümdesignerin Sarah Blenkinsop ergänzte dies, indem sie mit geometrischen Formen spielte und gleichzeitig eine neutrale Farbpalette beibehielt, von der Bettwäsche bis hin zu den Rollkragenpullovern.

### Filmförderung und Dreharbeiten
Der Film erhielt von der Film- und Medienstiftung NRW eine Produktionsförderung in Höhe von 1 Million Euro. Der Deutsche Filmförderfonds gewährte fast 2,5 Millionen Euro.
Die Dreharbeiten fanden ab Mitte August 2023 an 30 Drehtagen auf Teneriffa und in Köln statt. Als Kameramann fungierte der Däne Magnus Nordenhof Jønk. Er arbeitete zuvor für Kurzfilme und Musikvideos von Regisseuren wie Nicolas Winding Refn, dänische Spielfilme wie A War und Dorf der verlorenen Jugend und US-amerikanische und britische Produktionen wie Wolfsnächte und Lean on Pete.

### Filmmusik
Die Filmmusik komponierte die Französin Emilie Levienaise-Farrouch, die zuletzt für den Kriegsfilm Die Schlacht um die Schelde von Matthijs van Heijningen Jr., den Horrorfilm Censor von Prano Bailey-Bond, das Filmdrama Living – Einmal wirklich leben von Oliver Hermanus und All of Us Strangers  von Andrew Haigh tätig war. Das Soundtrack-Album mit insgesamt 22 Musikstücken wurde am 21. März 2025 von Filmtrax/Atlantic Screen Music als Download veröffentlicht.

### Veröffentlichung
Die Premiere von The Assessment fand am 9. September 2024 beim Toronto International Film Festival statt. Im Vorfeld sicherte sich Amazon die internationalen Rechte. In Deutschland wird der Film von Wild Bunch Germany vertrieben. Mitte September 2024 wurde er bei der Filmkunstmesse Leipzig gezeigt und im Oktober 2024 beim Zurich Film Festival, beim Filmfest Hamburg, beim Film Festival Cologne und beim London Film Festival. Der US-Kinostart war am 21. März 2025, in Deutschland am 3. April 2025.

## Rezeption

### Kritiken
Der Film konnte 83 Prozent der bei Rotten Tomatoes aufgeführten Kritiker überzeugen bei einer durchschnittlichen Bewertung mit 6,9 von 10 möglichen Punkten. Bei Metacritic erhielt der Film einen Metascore von 62 von 100 möglichen Punkten.
Abe Friedtanzer schreibt in seiner Kritik für awardsbuzz.com, die Besetzung des Films sei außergewöhnlich gut. Er hebt besonders Alicia Vikander hervor, die trotz des konservativen Outfits, das sie trage, etwas Infantiles durchblitzen lasse, und so Chaos und physische Zerstörung an allem anrichte, was dem Paar lieb und teuer sei und sie hierdurch an den Rand des Wahnsinns treibe.

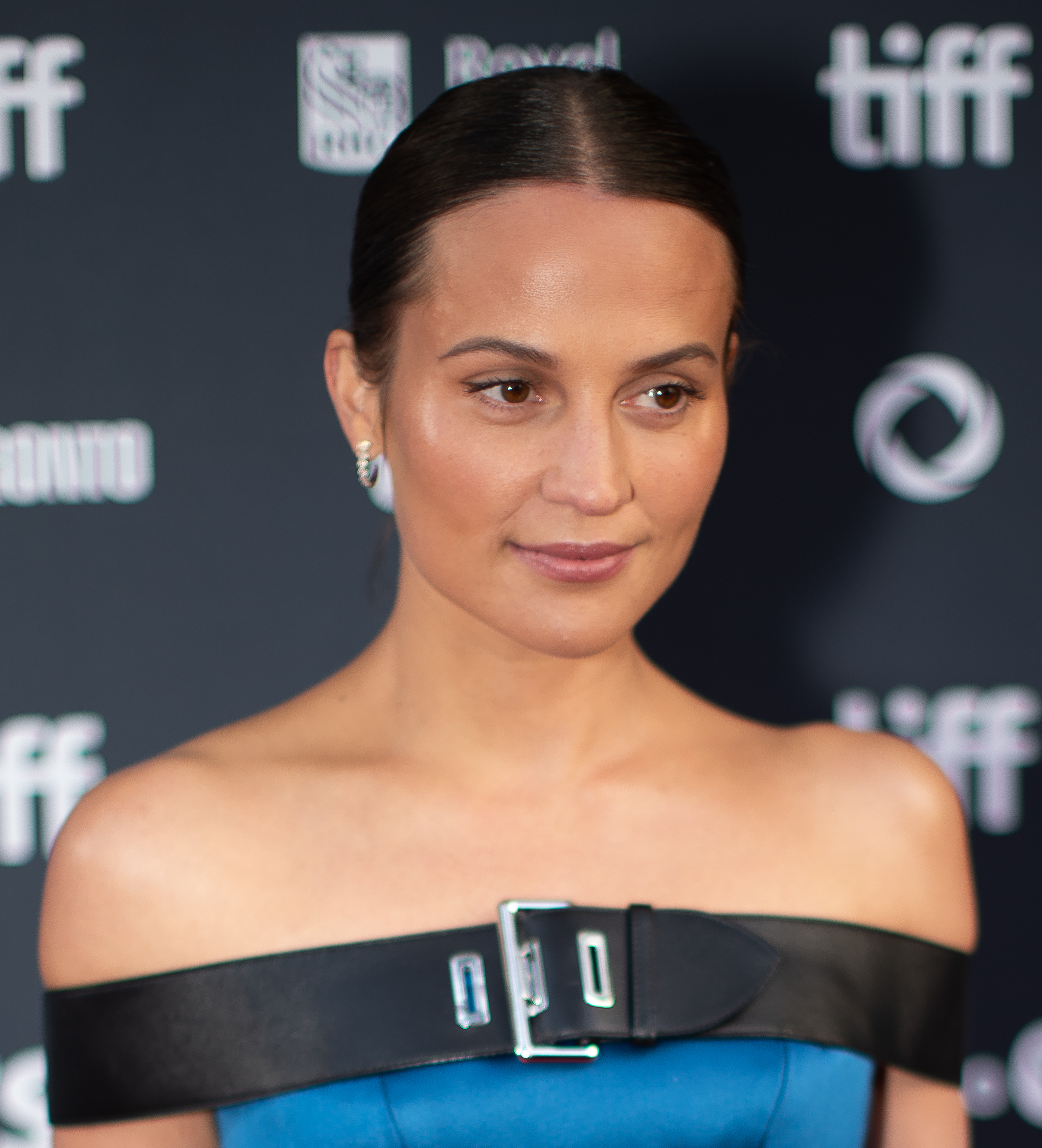
Alicia Vikander spielt die Gutachterin Virginia

Chris Schelb schreibt in seiner Kritik für outnow.ch, Vikander sei für The Assesment schlichtweg perfekt gecastet: „Mit ihren Bewegungen, dem immer etwas trotzig wirkenden Blick und indem das Make-up-Department ihre natürlichen Sommersprossen noch heraushob, wirkt die Verwandlung dieser Virginia von einer Art Super-Nanny zum Saugoof absolut glaubhaft.“ Vor Längen sei das Science-Fiction-Drama jedoch nicht gefeit, und auch habe man am Ende gerne etwas mehr über die untergegangene Welt erfahren. Dennoch seien die Sachen, auf die sich Fleur Fortuné in ihrem Spielfilmdebüt fokussiere, wirklich stark umgesetzt, und an das Ende sowie das erstklassige Set-Design werde man sich noch eine Zeitlang erinnern.
Antje Wessels bemerkt in ihrer Kritik, man merke The Assessment an, dass Fortuné vor ihrem Langfilmerstling vor allem Musikvideos und Werbeclips inszeniert habe, denn wenn der Film eines vorweisen könne, dann eine absolute Stilsicherheit. Der Film lebe von sehr klaren, vor allem visuellen, Strukturen, und ein einheitliches Farbschema, gerade Linien, eine Raum- und Bildaufteilung, weckten Erinnerungen an die Filme eines Giorgos Lanthimos. The Assessment sei ein durch und durch stylischer Film, doch nicht nur optisch unterliege er klaren Strukturen. Das Drehbuch-Duo Mr. und Mrs. Thomas sowie John Donnelly stellten sich mit ihrer Erzählung ganz klar auf die Seite des Paares, und als Beobachter wisse man immer nur genauso viel, wie die beiden. Dass Virginia jeden zweiten Tag in ihrem Alter Ego Grace auftrete, sorge für einige großartige, aber auch schwer erträgliche Momente des Fremdschämens. Auch hier werde der Einschlag eines Yorgos Lanthimos klar ersichtlich. Vikander in ihrer Rolle zu hassen, falle relativ leicht, vor allem, weil ihre Figur so gar keine emotionalen Anknüpfungspunkte habe. The Assessment könne auch ganz hervorragend eine Fortsetzung zu Lorcan Finnigans Vivarium sein, nur dass hier nicht die vermeintliche Idylle einer Vorstadt durch den Kakao gezogen werde, sondern die irrsinnig hohen Anforderungen an das Elterndasein. The Assessment sei immer dann am stärksten, wenn der Film seine erlösenden Informationen für sich behält, selbst wenn das im Moment des Schauens unbefriedigend erscheine. Sich von diesem Konzept zu verabschieden, wenn Fortuné im letzten Drittel leider viel zu viel auflöse, trübe den bis dato eigentlich so ordentlichen Gesamteindruck ganz enorm.

### Auszeichnungen
British Independent Film Awards 2024
- Nominierung für das Beste Drehbuchdebüt (Mrs & Mr Thomas)
- Nominierung als Beste Hauptdarstellerin (Alicia Vikander)
- Auszeichnung für das Beste Szenenbild (Jan Houllevigue)

Critics’ Choice Super Awards 2025
- Nominierung als Beste Schauspielerin in einem Science-Fiction-/Fantasyfilm (Alicia Vikander)

Film Festival Cologne 2024
- Nominierung im NRW-Wettbewerb[21]

Tromsø International Film Festival 2025
- Nominierung im Internationalen Wettbewerb[22]